# Tour de Flandes 1934
El Tour de Flandes 1934 és la 18a edició del Tour de Flandes. La cursa es disputà el 18 de març de 1934, amb inici a Gant i final a Wetteren després d'un recorregut de 239 quilòmetres.
El vencedor final fou el belga Gaston Rebry, que s'imposà en solitari en l'arribada a Wetteren. Els també belgues Alfons Schepers i Felicien Vervaecke arribaren segon i tercer respectivament.

## Classificació final
|    | Ciclista                  | Equip                       | Temps      |
| -- | ------------------------- | --------------------------- | ---------- |
| 1  | Gaston Rebry (BEL)        | Alcyon-Dunlop               | 7h 00' 00" |
| 2  | Alfons Schepers (BEL)     | La Française - Dunlop       | + 4' 16"   |
| 3  | Felicien Vervaecke (BEL)  | Labor                       | + 6' 55"   |
| 4  | Richard Noterman (BEL)    | La Française - Dunlop       | + 6' 55"   |
| 5  | Maurice Cocquereaux (BEL) |                             | + 12' 40"  |
| 6  | Cesar Bogaert (NED)       |                             | + 13' 00"  |
| 7  | Leon Tommies (BEL)        | Alcyon-Dunlop               | + 14' 15"  |
| 8  | Armand van Bruaene (BEL)  | Van Bruaene Sport           | + 14' 15"  |
| 9  | Ernest Mottard (BEL)      |                             | + 14' 15"  |
| 10 | Theo Geunis (BEL)         | Genial Lucifer - Hutchinson | + 14' 15"  |